# Óscar Chivite
Óscar Chivite Cornago (Cintruénigo, Navarra, 1967)es un político, directivo, asesor y empresario español. Es Consejero de Cohesión Territorial del Gobierno de Navarra (desde 2023).

## Biografía
Nacido en la localidad navarra de Cientruénigo en 1967. Es hermano de Carlos Chivite, que fue secretario general del PSN, y tío segundo de María Chivite. Se formó como Maestro Industrial Electricista y Técnico Intermedio en Prevención de Riesgos Laborales, completando su formación en Gestión y Dirección de Empresas, Recursos Humanos; y como Técnico de Calidad.
Fue Concejal del Ayuntamiento de Cintruénigo (2015-2023).
María Chivite le nombró (agosto de 2023) Consejero de Cohesión Territorial del Gobierno de Navarra. Dicho cargo incluye las direcciones generales de: Ordenación del Territorio, Administración Local, Obras públicas e Infraestructuras y Transporte; junto con las empresas públicas Nilsa y Nafarbide.
Administrador único de la empresa Lauburu S.L., centrada en estructuras metálicas y calderería. Chivite renunció ante notario a dicha empresa (11 de septiembre de 2023) para cumplir la Ley Foral de Incompatibilidades, que establece que los altos cargos del Gobierno deben ejercer sus funciones con dedicación absoluta y sin compatibilizar su actividad con el desempeño, por sí o mediante sustitución de cualquier otro puesto, cargo, representación, profesión o actividad, sean de carácter público o privado, por cuenta propia o ajena.Lauburu colaboró con la sociedad pública Nilsa y con Canasa, la empresa concesionaria de la explotación del Canal de Navarra.
Con todo, UPN solicitó su dimisión al entender que Oscar Chivite no puede acogerse al plazo de los dos meses porque solo está previsto en caso de tener un diez por ciento o un porcentaje mayor en “empresas que tengan conciertos, convenios o contratos, de cualquier naturaleza, con el sector público estatal, foral o local”, según establece la ley. La norma no concreta un plazo en caso de ser administrador único, por lo que UPN entiende que la renuncia del consejero debería haber sido automática una vez que Chivite asume el cargo de consejero en el gobierno foral.
La Oficina de Buenas Prácticas y Anticorrupción concluyó que Chivite Cornago incurrió en una incompatibilidad al mantener su cargo en el Gobierno de Navarra, mientras era administrador de la sociedad mercantil Lauburu, durante veinticinco días —del 18 de agosto al 12 de septiembre de 2023— . Por ello le sanciona por falta grave de incompatibilidad. La sanción impuesta se limita a la declaración del incumplimiento de la ley y a publicar esta decisión en el Boletín Oficial de Navarra BON.
Sus principales retos son: la segunda fase del Canal de Navarra a la Ribera; y el Tren de Alta Velocidad entre Pamplona y Madrid.
Está casado con María Paz Chivite Vicente. El matrimonio tiene dos hijas: Irache y Amaya Chivite Chivite.